# Murphy's I.O.U.
Murphy's I.O.U. er en amerikansk stumfilm fra 1913 af Henry Lehrman.

## Medvirkende
- Phyllis Allen
- Roscoe 'Fatty' Arbuckle
- Nick Cogley
- Dot Farley
- Henry Lehrman